# Józef Premik
Józef Premik (ur. 19 maja 1890 w Sanoku, zm. 11 listopada 1963 w Krakowie) – polski doktor geologii, dydaktyk geografii, wykładowca akademicki.

## Życiorys
Urodził się 19 maja 1890 w Sanoku. Był synem Marii, zaś jego ojciec był woźnym sądowym (zm. przed 1906).
W 1911 zdał egzamin dojrzałości w C. K. Gimnazjum w Sanoku (w jego klasie byli m.in. Stanisław Biega, Stefan Lewicki, Jan Polański, Kazimierz Swoszowski, Paweł Wiktor, Edward Zegarski). Podczas nauki gimnazjalnej zamieszkiwał z matką w Posadzie Sanockiej pod numerem 257, a jego opiekunem był wówczas Aleksander Piech. Po maturze, będąc jednorocznym ochotnikiem w C. K. Armii uchwałą Rady Miejskiej w Sanoku z około 1910/1911 został uznany przynależnym do gminy Sanok.
Podjął studia w Gabinecie Geologicznego (Zakładu Geologii) Wydziału Filozoficznego Uniwersytetu Jagiellońskiego, a po wybuchu I wojny światowej kontynuował je w Pradze oraz Wiedniu. Został pedagogiem, pracował w szkole średniej, następnie w pedagogium. W 1917 został wcielony do armii austriackiej i delegowany do służby geologicznej w Albanii, gdzie polecono mu skartowanie i opracowanie stratygrafii fliszu w związku z poszukiwaniem złóż ropy naftowej przeznaczonej dla infrastruktury Austro-Węgier. Na tym obszarze prowadził prace geologiczne oraz gromadził okazy paleontologiczne.
Po zakończeniu wojny w 1919 uzyskał tytuł doktora filozofii z zakresu geologii (praca pt. Studia nad bryozoami sylurskimi Podola, w której jako pierwszy w Polsce zilustrował 39 gatunków mszywiołów). Od 1919 do 1933 był pracownikiem Państwowego Instytutu Geologicznego w Warszawie, był założycielem i aktywnym działaczem PIG, w tym członkiem zarządu głównego jako skarbnik oraz członkiem komisji rewizyjnej. Był członkiem Komisji Fizjologicznej Wydziału Matematyczno-Przyrodniczego Polskiej Akademii Umiejętności. W roku szkolnym 1928/1929 był nauczycielem geografii w Gimnazjum Żeńskim im św. Urszuli SS Urszulanek w Krakowie. W 1933 został kierownikiem Katedry Geografii w Wyższej Szkoły Pedagogicznej w Warszawie.
Po II wojnie światowej został zatrudniony Państwowej Wyższej Szkole Pedagogicznej w Krakowie, w której był kierownikiem Katedry Geografii Fizycznej, a w 1951 został dziekanem Wydziału Biologiczno-Geograficznego tej uczelni. W 1956 uzyskał tytuł docenta. Był członkiem zwyczajnym Polskiego Towarzystwa Geologicznego.
Publikował w zakresie geologii, łącznie wydał 43 pozycje naukowe. Tematami jego prac były: budowa geologiczna okolic Częstochowy, tamtejszy rud żelaza, kwestie utworów czwartorzędowych na obszarze Polski i Albanii (w tym kraju prowadził badania podczas I wojny światowej) oraz zagadnienia paleontologiczne (praca jego autorstwa skupiająca się nad bryozoami była pierwszą tego typu w Polsce).
Był autorem biogramu wspomnieniowego Kazimierza Piecha (1893-1944, botanika, profesora anatomii i cytologii roślin UJ, także pochodzącego z Sanoka i absolwenta tamtejszego gimnazjum), które zostało opublikowane w Roczniku Polskiego Towarzystwa Geologicznego.
Zamieszkiwał przy ulicy Bonarowskiej w Krakowie. Zmarł 11 listopada 1963 w Krakowie i został pochowany na tamtejszym Cmentarzu Rakowickim (cmentarzu wojskowym przy ul. Prandoty) 14 listopada 1963 (kwater XCII, rząd 2, miejsce 26).

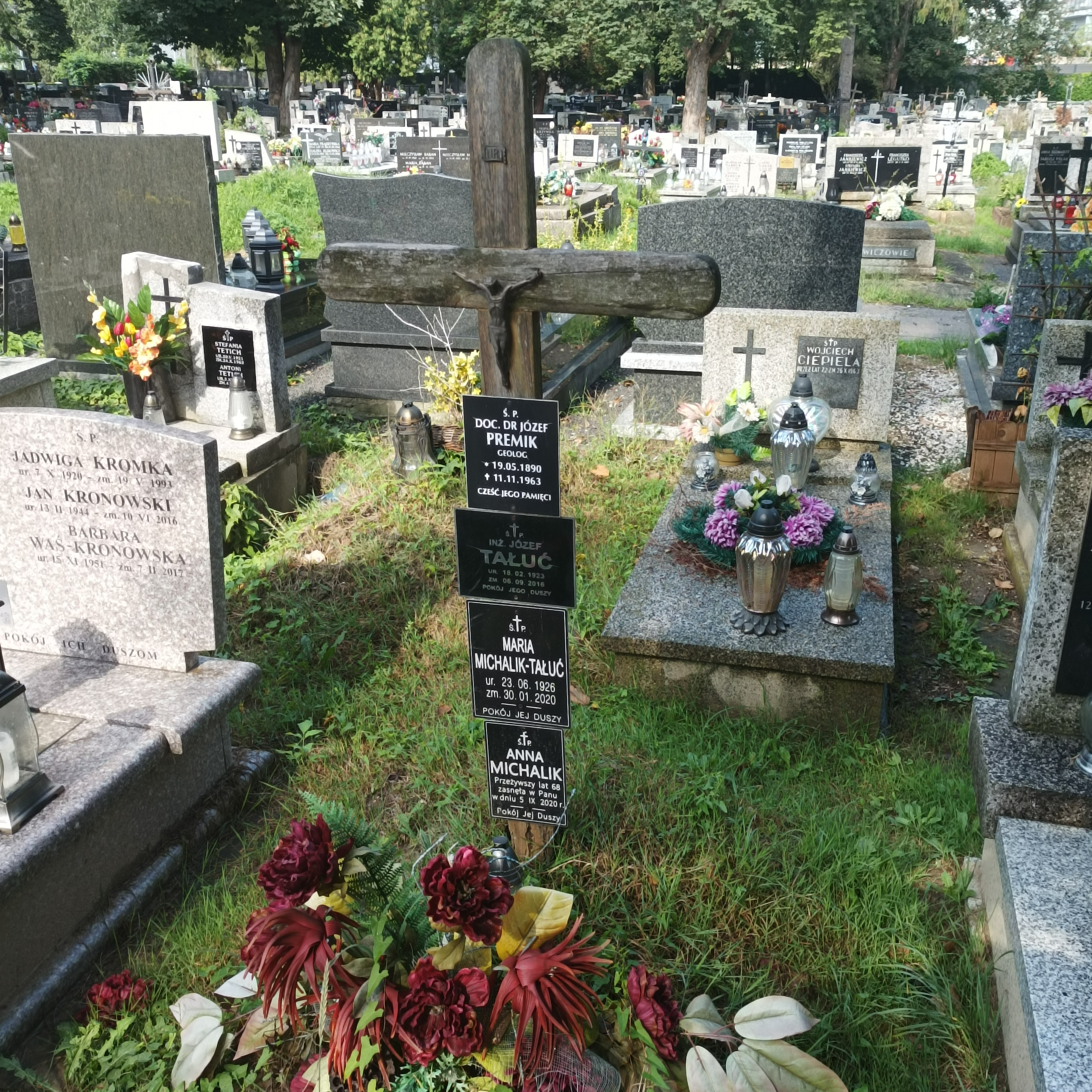
Grób Józefa Premika na cmentarzu wojskowym przy ul. Prandoty w Krakowie

27 czerwca 1938 został odznaczony Medalem Niepodległości.
W publikacji Księga pamiątkowa (obchodów 100-lecia Gimnazjum oraz I Liceum Ogólnokształcącego w Sanoku) z 1980 inny geolog pochodzący z Sanoka, Stanisław Węcławik opublikował artykuł pt. Józef Premik (1890–1963).

## Publikacje
- Kilka uwag o dyluwjalnem zlodowaceniu Tomor’u  w południowej Albanji. Kraków: Uniwersytet Jagielloński, 1925. Brak numerów stron w książce
- Zur kenntnis des diluviums im Süd-westlichen Mittelpolen. I. Józef Premik. Über die ausbildung und gliederung des diluviums ... II. Kazimierz Piech. Das interglazial in Szczercow (1932, współautor: Kazimierz Piech)
- Interglazial in Szczercow (östlich von Wieluń, Wojewodschaft Łódź) (1932)
- Budowa i dzieje geologiczne okolic Częstochowy (Über den geologischen Bau und Geschichte der Umgegend von Częstochowa) (1933)
- Budowa i dzieje geologiczne okolic Częstochowy („Ziemia Częstochowska” t. 1/1934)[16]
- Czy wiatr jest naszym sprzymierzeńcem czy też wrogiem (1947, wyd. Wydawnictwo „Wiedza Powszechna”)[17]
- Mapa geologiczna Polski: objaśnienia i wskazówki metodyczne (1948, współautor: Rodion Mochnacki)